# Liste der Bodendenkmale in Zwenkau
In der Liste der Bodendenkmale in Zwenkau sind die Bodendenkmale der Stadt Zwenkau und ihrer Ortsteile nach dem Stand der Auflistung von Klaus Kroitzsch und Harald Quietzsch aus dem Jahr 1984 aufgelistet. Eventuelle Änderungen und Ergänzungen, insbesondere aus der Zeit nach der Wende, sind nicht berücksichtigt, da für Sachsen aktuell keine neueren allgemein zugänglichen Bodendenkmallisten vorliegen. Die Baudenkmale sind in der Liste der Kulturdenkmale in Zwenkau aufgeführt.
| Denkmal-ID | Fundart            | Ortsteil  | Bezeichnung              | Zeitstellung | Lage                                                   | Bemerkungen                                                                                               | Bild |
| ---------- | ------------------ | --------- | ------------------------ | ------------ | ------------------------------------------------------ | --- | ---- |
| ?          | Befestigung > Burg | Löbschütz | Wehranlage „Kuhberg“     | Mittelalter  | nördlich des Orts, Ostrand der Elsterniederung         | unregelmäßig langgestreckter Turmhügel mit Graben, Schutz seit 20. Januar 1937, erneuert 10. Oktober 1958 |      |
| ?          | Befestigung > Burg | Zwenkau   | Wehranlage „Schlossberg“ | Mittelalter  | westlicher Altstadtrand, östliches Hochufer der Elster | künstlich rechteckig geformte Geländezunge mit Abschnittsgraben, Schutz seit 15. Januar 1958              |      |
| ?          | Befestigung > Burg | Zwenkau   | Wallanlage „Berg“        | Slawenzeit   | nördliche Ortslage, östliches Hochufer der Elster      | rechteckige Anlage mit Abschnittswall, Innenfläche überbaut, Schutz seit 25. November 1958                |      |